# Radek Krejčí
Radek Krejčí (* 14. června 1964 Praha) je český operní pěvec (basbaryton) a herec. Působí v Severočeském divadle opery a baletu v Ústí nad Labem a věnuje se i koncertní činnosti.

## Životopis
Radek Krejčí se narodil 14. června 1964 v Praze. K profesionálnímu zpěvu ho přivedla profesorka Dagmar Součková, která mu pomohla s přípravou na pražskou Akademii múzických umění. AMU absolvoval ve třídě profesora Karla Bermana v roce 1988. Již během studia hostoval v příbramské činohře a debutoval na scéně ústeckého divadla rolí Colase v Mozartově opeře Bastien a Bastienka (1986).
Po absolutoriu nastoupil jako sólista Jihočeského divadla v Českých Budějovicích (1989–1992), kde vytvořil několik pozoruhodných kreací, jako byl například Masetto v Donu Giovannim, kterým otevíral historickou budovu Jihočeského divadla. K dalším zajímavým rolím patřil Paolo Albiani ve Verdiho opeře Simone Boccanegra.
V letech 1993–1996 spolupracoval s Pražským komorním sborem na nejzávažnějších partech operní literatury pro festival Gioacchina Rossiniho v Pesaru (Maometto, Semiramide, Vilém Tell), pro Grande Theatre de Geneve (Boris Godunov, Billy Budd, Lohengrin) a Maggio Musicale Fiorentino (Čarostřelec, Fierrabras). Při této práci se setkal s velikány operního světa jako jsou Seiji Ozawa, Wolfgang Sawallisch, Christian Thielemann, Semjon Byčkov, Roger Norrington, Gianluigi Gelmetti, Samuel Ramey, Michele Pertussi, Gregory Kunde a další. Celou dekádu devadesátých let intenzivně spolupracoval s dirigentem Johannesem Wetzlerem (Landestheater Linz) na duchovním díle Antona Brucknera a W. A. Mozarta, které s velkým úspěchem provedl jak v Linzi, tak bazilikách v St. Florianu, Lilienfeldu, Sonntagbergu či Altmünsteru a Českých Budějovicích.
Roku 1998 se stal sólistou opery Severočeského divadla v Ústí nad Labem. Zde vytvořil mj. role v operách W. A. Mozarta (Don Giovanni, Kouzelná flétna, Figarova svatba), Giacoma Pucciniho (Bohéma, Madam Butterfly, Tosca), Giuseppe Verdiho (Othello, La traviata, Rigoletto), v operetách Franze Lehára (Veselá vdova, Země úsměvů, Giuditta) a Johanna Strausse (Cikánský baron, Netopýr, Noc v Benátkách) a muzikálech My Fair Lady, Sugar, Funny Girl, Cikáni jdou do nebe, Noc na Karlštejně. Celkem má nastudováno přes 75 rolí. Na svém kontě má více než 2000 vystoupení. V letech 2012–2015 měl příležitost ztvárnit výrazné role na své domovské scéně v Severočeském divadle (Purkrabí v Noci na Karlštejně, Eremit v Čarostřelci, Frank v Netopýrovi nebo Kalchás v Krásné Heleně).
Významná je rovněž jeho koncertní činnost. Zpíval v mnoha zemích (Německo, Španělsko, Severní Korea, Rakousko, Itálie, Švýcarsko, Finsko, Dánsko, Polsko, Slovensko, Chorvatsko, Belgie, Holandsko). Radek Krejčí vystupuje s komorními i symfonickými orchestry po celé republice. Spolupracoval například s Janáčkovou filharmonií Ostrava (Antonín Dvořák – Stabat Mater, 2002), se Symfonickým orchestrem Českého rozhlasu (W. A. Mozart – Korunovační mše, 2006), s Českým národním symfonickým orchestrem (J. S. Bach – Vánoční oratorium, 2000), s Berliner Symfonie – Orchester (Antonín Dvořák – Biblické písně, J. S. Bach – Kantáty, 1988 a 1990, Franz.Schubert – mše Es-dur, 1990), či s Wiener Tonkünstler Orchester (Franz Schubert – mše Es-dur, 2001) a Filharmonií v Opole (W. A. Mozart – Requiem, 1991). Dále spolupracuje s Severočeskou Filharmonií Teplice (A. Dvořák – Biblické písně a Te Deum, 2001, Joseph Haydn – Stvoření, 2007, J. J. Ryba – Česká mše vánoční, 2007 až 2014), Moravskou Filharmonií Olomouc (A. Dvořák – Te Deum, 2003), Filharmonií Hradec Králové (L. van Beethoven – Missa sollemnis opus 123, 2000, A. Dvořák – Stabat Mater, 1997 a 2000, Mše D dur – 1999), Karlovarským symfonickým orchestrem (J. S. Bach – Vánoční oratorium, 1996, J. Haydn – Stvoření, 1999), nebo s Filharmonií B. Martinů ve Zlíně (A. Dvořák a A. Rejcha – Te Deum, 1997, Rybova Česká mše vánoční, 2015), Jihočeskou komorní filharmonií České Budějovice (W. A. Mozart – Missa Solemnis in C, Vesperae de Dominica, 1991, A. Bruckner – Messe f moll, 1997), Pardubickou komorní filharmonií (F. Schubert – Mše Es dur, 1998, J. Haydn – Theresienmesse, 2000). U dirigentského pultu stáli například O. Dohnányi, J. Wetzler, A. Remmereit, Ch. O. Munroe, L. Svárovský, V. Spurný, M. Němcová, R. Jindra, M. Ivanović a další.
Je držitelem čestného uznání ceny Antonína Dvořáka. Vytvořil rozsáhlou fonotéku v Českém rozhlase 3 – Vltava (například kantáty J. S. Bacha, nebo vůbec nejstarší dochovaná opera Jacopo Periho Euridika – rozhlasový záznam z představení na Mezinárodním operním festivalu Smetanova Litomyšl 2000, či písňové cykly od Hugo Wolfa, Zbyňka Vostřáka a Zdeňka Lukáše, oratorium Antonína Dvořáka Stabat Mater, kantáta Miserere Mei Zdeňka Lukáše, vánoční pastorely T. N. Koutníka a J. I. Linka). Spolupracoval s Českou televizí (Pořady o opeře s Jiřím Pilkou, 1986), Země úsměvů (režie M. Macků, 1986), ale objevil se i ve filmu, např. v Donšajnech (režie Jiří Menzel, 2013).
Doposud natočil 9 CD pro firmy Nuova Era (Itálie), Rotag, Sonus, AUDIOS (ČR) a Chamartin (Španělsko).V roce 2015 nahrál spolu s Terezou Mátlovou CD Vánočních koled. Tentýž rok se podílel na nahrávce CD oratoria Mysterium Porcellani od soudobého skladatele Jana Zástěry. Spolupracoval i na nahrávce se souborem Bach-Collegium Praha pro TV NOE z děl W. A. Mozarta a F. X. Brixiho. V roce 2016 poprvé vystoupil s Hudbou Hradní stráže a Policie ČR a provedl oratorium Anežka Česká skladatele Jana Zástěry.